# Club Volei Municipal Tomis Constanța 2014-2015
Questa voce raccoglie le informazioni riguardanti il Club Volei Municipal Tomis Constanța nelle competizioni ufficiali della stagione 2014-2015.

## Organigramma societario
Area direttiva
- Presidente: Sorin Strutinsky

Area tecnica
- Allenatore: Martin Stoev
- Allenatore in seconda: Radu Began

## Rosa
| N° | Nome               | Ruolo | Data di nascita  | Nazionalità sportiva |
| -- | ------------------ | ----- | ---------------- | -------------------- |
| 1  | Stanislav Petkov   | S     | 31 dicembre 1987 | Bulgaria             |
| 2  | Robert Vologa      | C     | 11 giugno 1996   | Romania              |
| 3  | George Zahar       | S     | 25 marzo 1994    | Romania              |
| 4  | Bojan Janić        | S     | 3 novembre 1982  | Serbia               |
| 5  | Sergiu Stancu      | C     | 4 agosto 1982    | Romania              |
| 6  | Andrej Žekov       | P     | 12 marzo 1980    | Bulgaria             |
| 7  | Răzvan Tănăsescu   | L     | 4 giugno 1979    | Romania              |
| 8  | Dragoş Pavel       | S     | 8 febbraio 1985  | Romania              |
| 10 | Andrei Stoian      | P     | 11 dicembre 1983 | Romania              |
| 11 | Andrei Spînu       | C     | 24 gennaio 1987  | Romania              |
| 12 | Mihai Tarţa        | O     | 24 marzo 1995    | Romania              |
| 13 | Vencislav Simeonov | O     | 3 febbraio 1977  | Italia               |
| 15 | Adrian Aciobăniţei | S     | 24 agosto 1997   | Romania              |
| 17 | Nikola Rosić       | L     | 5 agosto 1984    | Serbia               |
| 18 | Andrei Laza        | C     | 15 febbraio 1988 | Romania              |